# Douglasspar
De douglasspar (Pseudotsuga menziesii, synoniem: Pseudotsuga taxifolia) is een boom uit de dennenfamilie (Pinaceae). De boom komt van nature voor in het westen van Noord-Amerika. In Europa wordt de soort veel aangeplant vanwege het hout. In Amerika bereikt de boom een hoogte van 100 m (de hoogste douglasspar is de zogenaamde 'Brummitt fir' in Oregon met een hoogte van 100,3 m); in Europa wordt hij meer dan 50 m. Ondanks de naam 'spar' is er weinig verwantschap met de echte sparren (Picea). De douglasspar is vooral aan de kegels te onderscheiden.
In het laatste kwart van de 20e eeuw is de soort ingeburgerd in Nederland. Sinds het verschijnen van de Standaardlijst van de Nederlandse flora 2003 wordt de boom als een Nederlandse soort beschouwd. Volgens het "exotenpaspoort" van het Nederlands Soortenregister heeft hij de status "exoot: gevestigd".. "Gevestigd" betekent dat de soort zichzelf voortplant in (half-)natuurlijke gebieden in Nederland.

## Botanischebeschrijving
De kroon is piramidevormig. Bij oudere bomen is de kroon meer afgeplat. De schors is donkergrijs. Bij jonge bomen zitten er harsblaren op de schors. Later wordt de kleur roodbruin of purperkleurig en kurkachtig. Er komen dan diepe groeven en richels in te zitten. De takken zijn bleek of geelachtig groen en zijn met fijne haartjes bedekt.
De knoppen zijn bleekbruin en spoelvormig. Ze worden tot 7 mm lang en zijn niet harsachtig. De Douglasspar heeft buigzame, aromatische naalden van 2-3 cm lang. Aan de onderzijde zitten twee witte strepen. Ze staan apart en laten na afvallen een glad, eirond litteken achter aan de tak.
De karakteristieke kegels zijn dofbruin en rolrond. Ze zijn 5-8 cm lang en circa 2,5 cm breed. Elke dekschub heeft drie tanden die naar buiten en in de richting van de top wijzen.

## Taxonomischegeschiedenis
De douglasspar gaf botanici in de 19e eeuw problemen door de vele overeenkomsten met andere, beter bekende, coniferen in die tijd. De soort is in die tijd geclassificeerd in Pinus, Picea, Abies, Tsuga en in Sequoia. Vanwege de afwijkende kegels bracht Carrière de douglasspar in 1867 uiteindelijk onder in het geslacht Pseudotsuga als Pseudotsuga douglasii.
De Nederlandse naam verwijst naar David Douglas, de Schotse tuinman die in 1823 naar Amerika werd uitgezonden door de Royal Horticultural Society. Hij introduceerde als eerste de boom bij kwekers in 1826. Douglas is bekend om zijn introducties van veel Noord-Amerikaans coniferen in Europa.
De douglasspar is een 20-100 m hoge groenblijvende boom. De naalden zijn plat en lijken op die van de spar. De vrouwelijke kegels hangen en hebben een kenmerkende driepoot aan de vruchtjes.

## Huidige taxonomie
De Flora of North America onderscheidt twee variëteiten: Pseudotsuga menziesii var. menziesii (in Amerika bekend als 'Coast Douglas-fir') en Pseudotsuga menziesii var. glauca (in Amerika bekend als 'Rocky Mountain Douglas-fir').
De soortaanduiding menziesii is een eerbetoon aan Archibald Menzies, een Schotse natuuronderzoeker die als eerste Europeaan de boom op naam bracht op het Vancouvereiland in 1791. Buiten zijn oorspronkelijke omgeving, wordt de boom veel gebruikt in de bosbouw en aangeplant voor timmerhout in onder meer Europa, Nieuw-Zeeland en Zuid-Amerika.

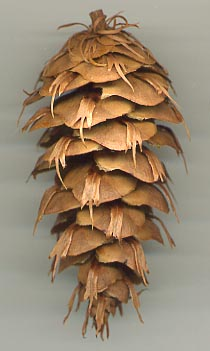
Kegel van een boom gekweekt uit zaad verzameld door David Douglas
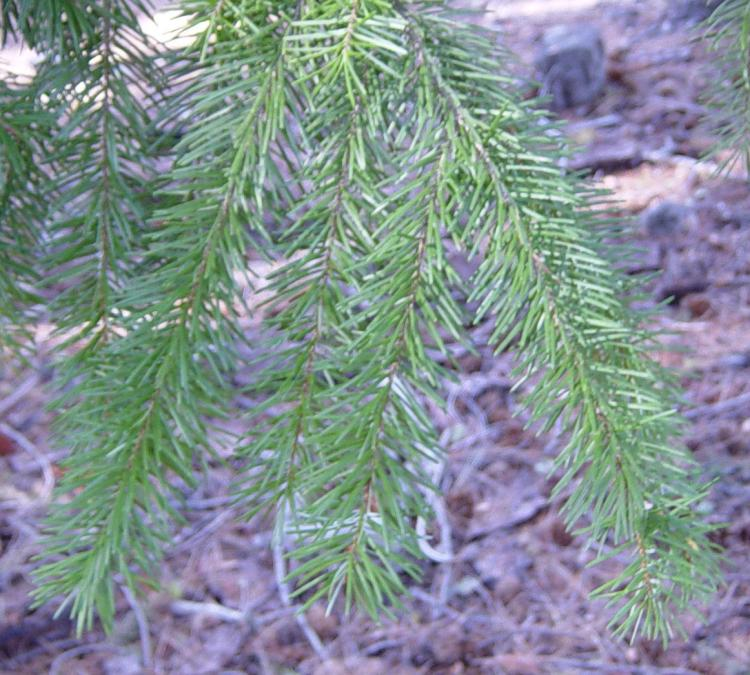
Tak van Pseudotsuga menziesii var. menziesii
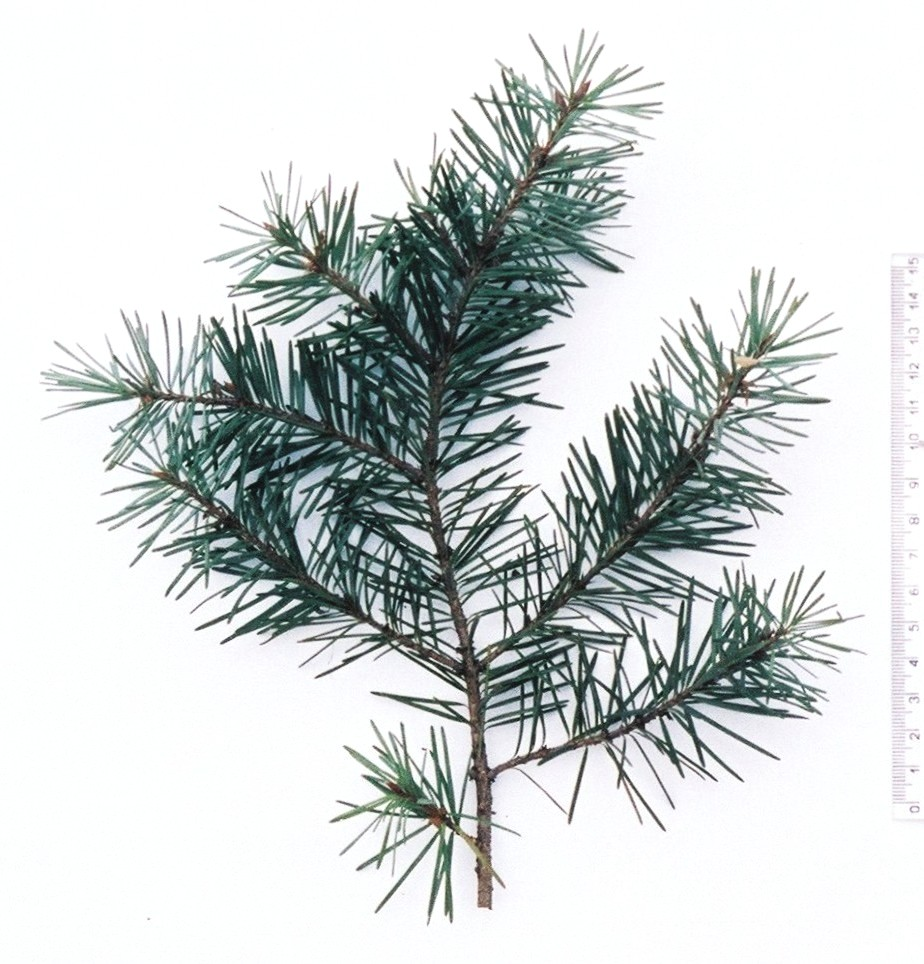
Twijg van Pseudotsuga menziesii var. menziesii
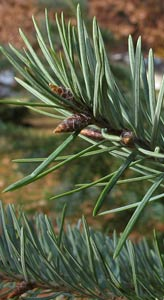
Naalden van Pseudotsuga menziesii var. menziesii
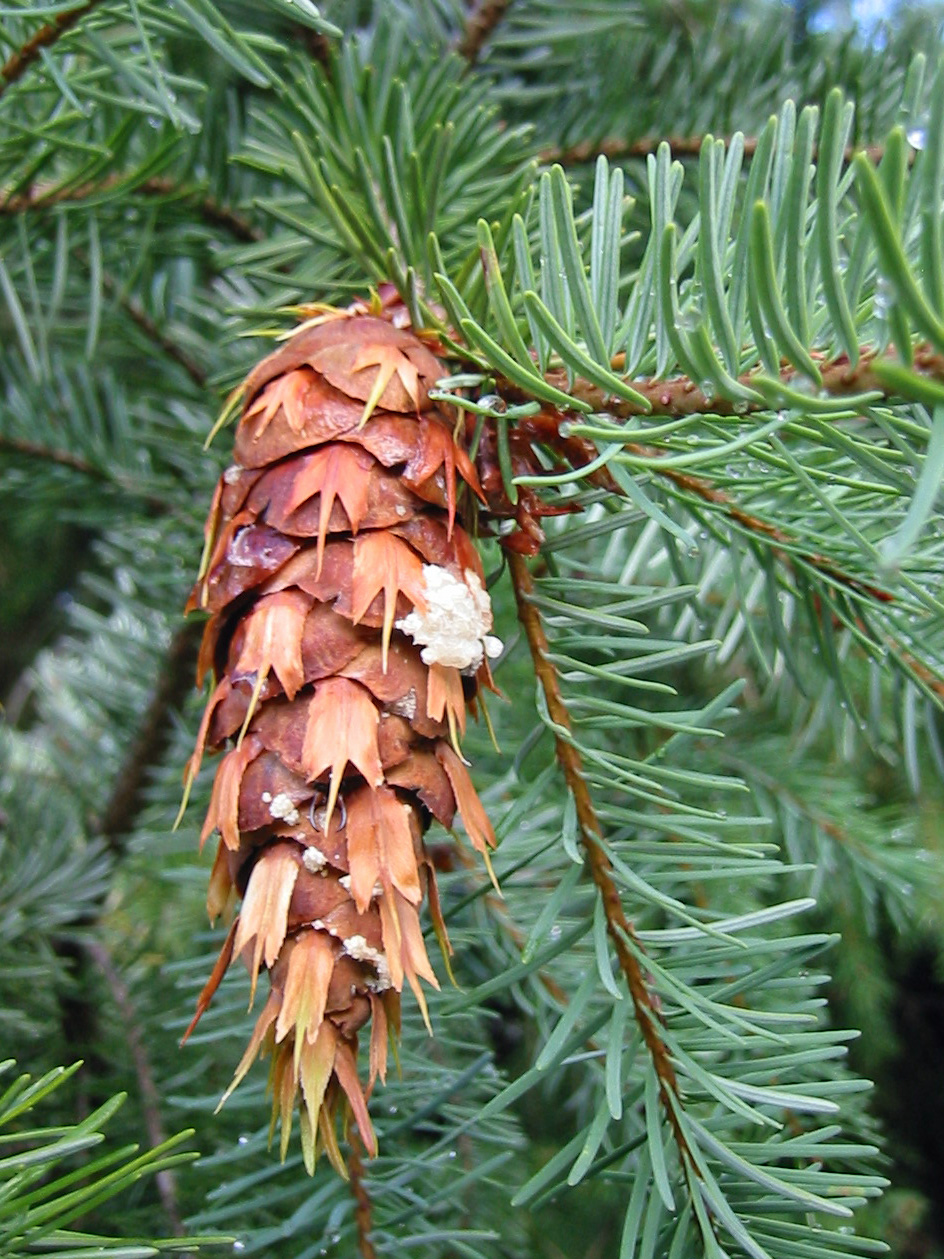
Kegel
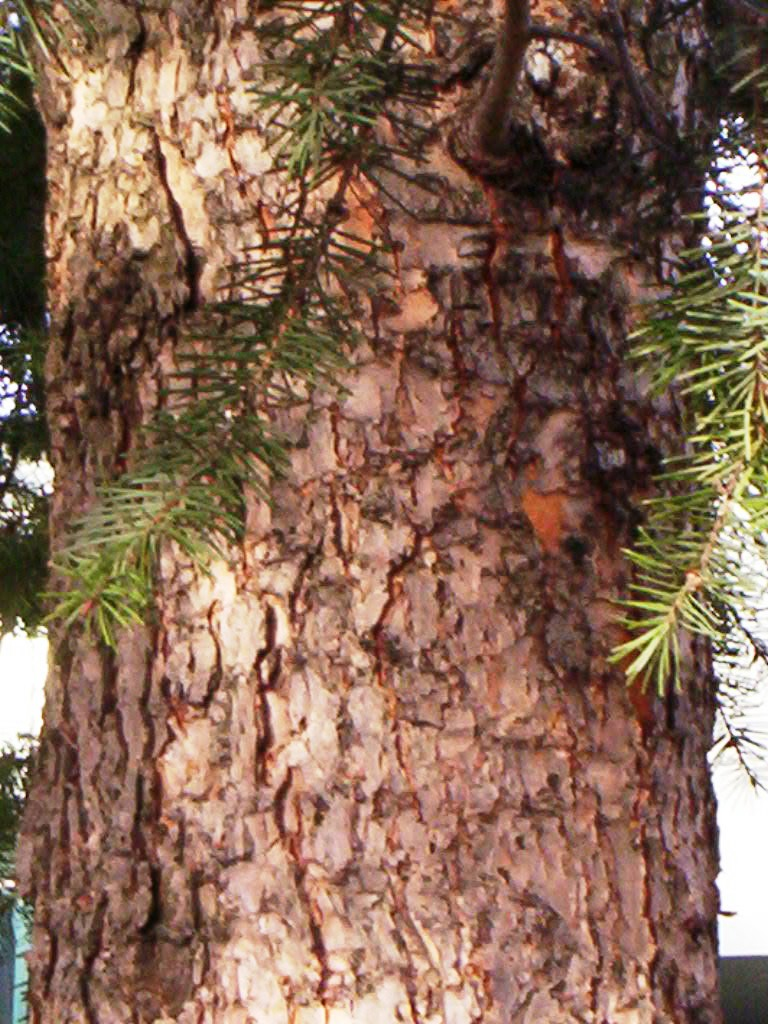
Stam
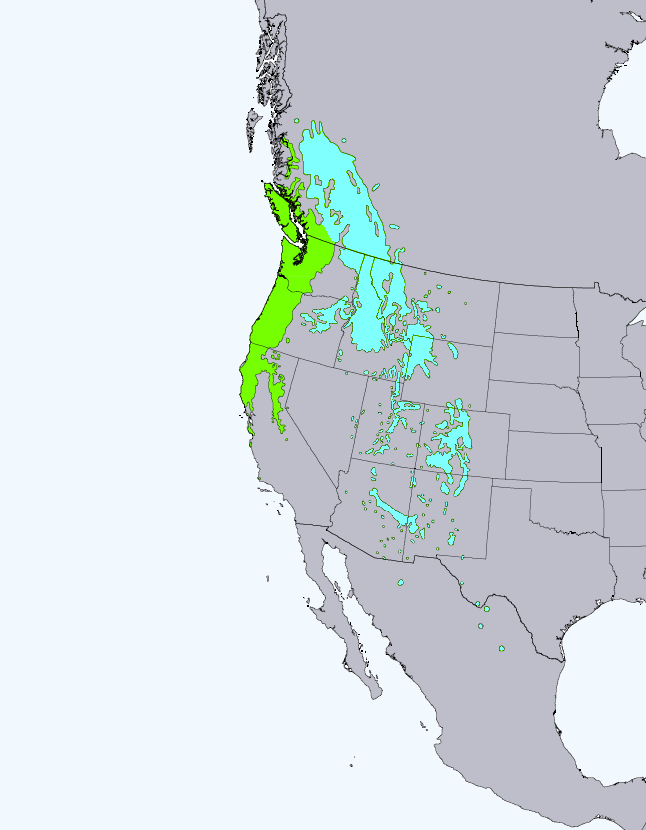
Verspreidingsgebied
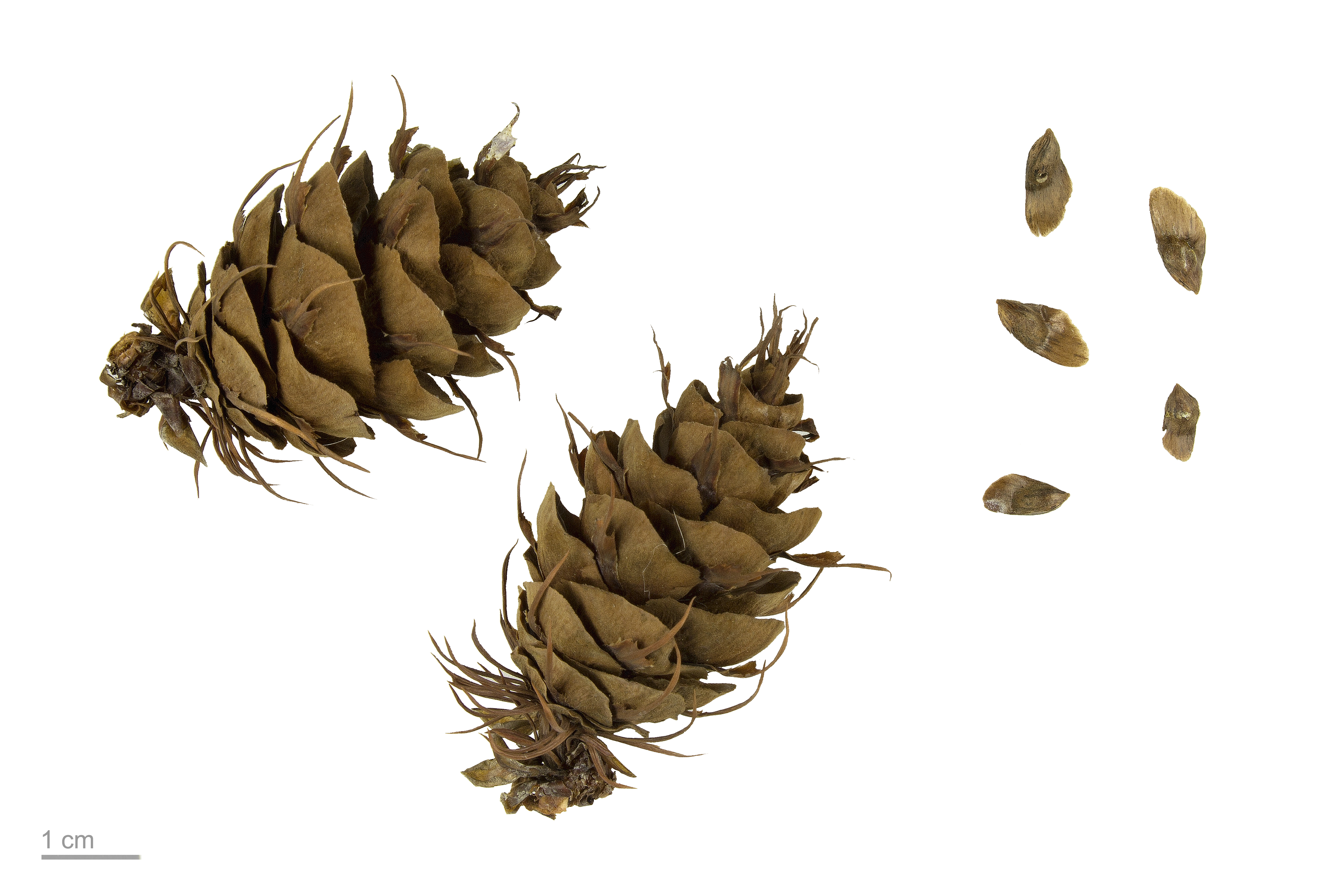
Pseudotsuga menziesii